# Мудрість

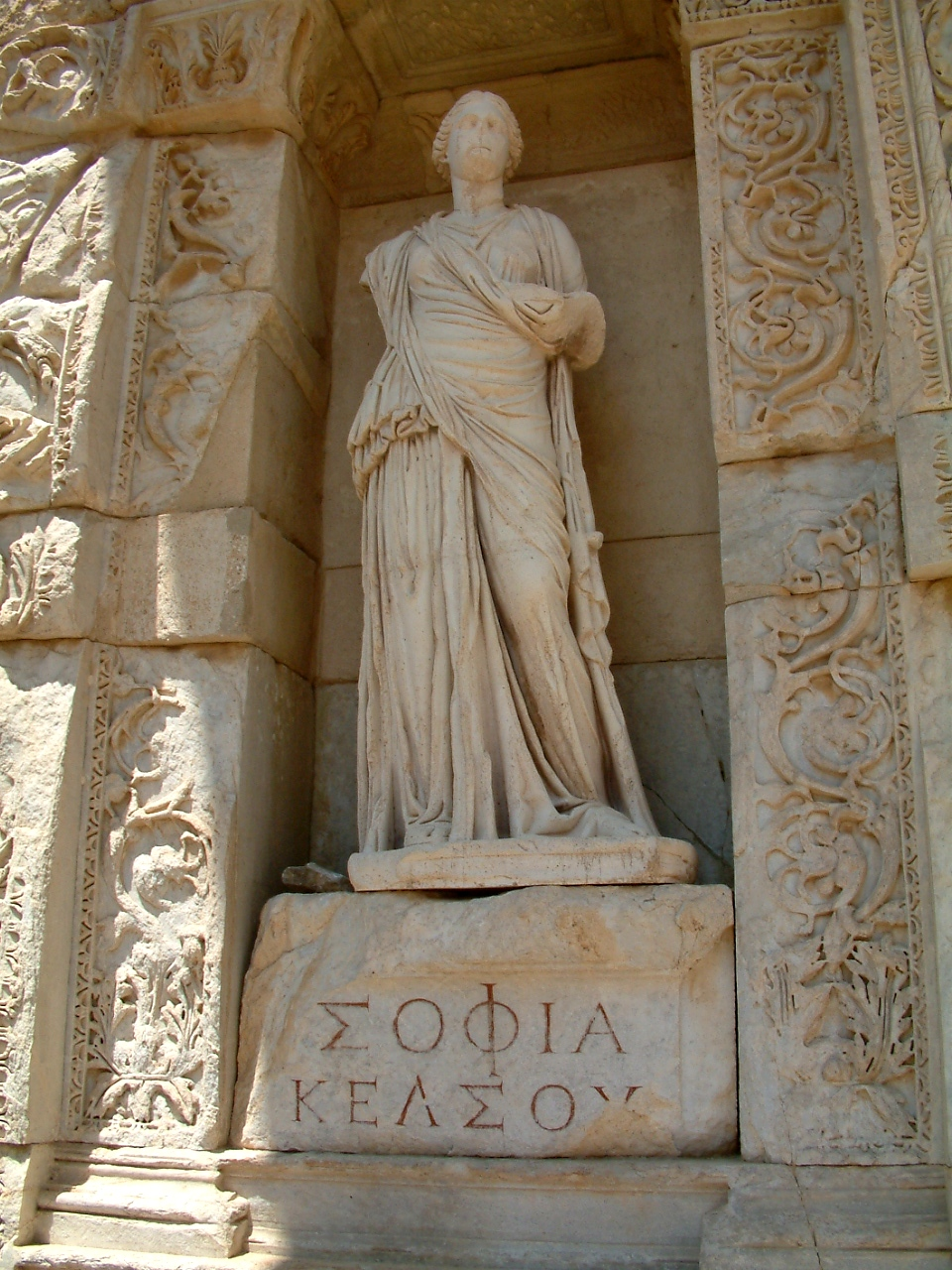
Уособлення мудрості. Бібліотека Цельсія. Древній Ефес.

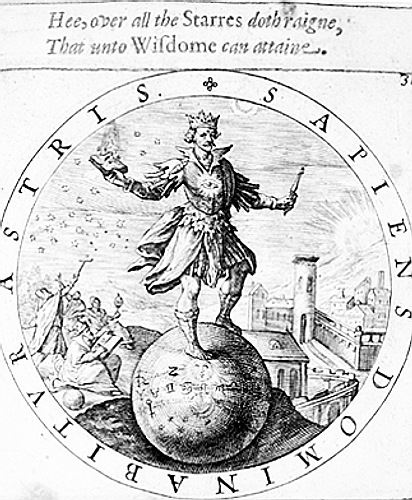
Джордж Уітер. Емблема мудрості. 1635.

Му́дрість (грец. Σοφία) — володіння знанням, розумінням, досвідом, обачністю та інтуїтивним розумінням включно зі здатністю також вживати ці якості.

## Сутність терміна
Мудрість розглядається, як розсудливе та грамотне застосування знання/інтелекту. Великий, глибокий розум, що опирається на життєвий досвід. Здатність знаходити рішення різних проблем, в тому числі життєвих, опираючись на свій і чужий досвід, уникаючи часом безпосередніх логічних операцій і розуміння онтології того що відбувається.

## Статус мудрості
Статус мудрості чи розсудливості як чесноти визнається в культурних, філософських та релігійних джерелах. В таких жанрах усної і літературної творчості як Афоризм, Приказка, Приповість, Притча знайшла своє відображення квінтесенція народної мудрості.
Поняття «розум» не є синонімом поняття мудрість. Розумна людина не є обов'язково мудрою, але мудрий вже сприймається, як розумний.
Термін «Філософія» перекладається з давньогрецької як любов до мудрості.

## Релігійний вимір

### Індійські релігії
В індуїзмі богом мудрості є Ґанеша.

### Християнська теологія
У християнстві мудрість вважається одним із дарів Святого Духа.
Мудрість є однією з «ключових ідей» біблійного тексту: їй присвячені книги Іова, Екклезіаста, Притчі і частково Псалмів (Пс. 1; 36; 48; 72; 111; 126; 127), її ім'я безпосередньо фігурує в назвах книг — «Премудрості Соломона», «Премудрості Ісуса, сина Сираха».
Центральне місце мудрості в концептуальній системі релігії цілком зрозуміло: з її допомогою дається відповідь на настільки затребуване людством питання про кінцеву мету буття і про сенс життя. Звичайно, словосполучення «сенс життя» в Святому Письмі немає, а слово «сенс» зустрічається, головним чином, в значенні «розуміння», однак ідея сенсу життя, безумовно, присутня в семантиці біблійної мудрості, яка, по суті, являє собою знання кінцевої мети буття. Філософським і поетичним роздумами про сенс життя вважають приписувану царю Соломону книгу «Екклезіаста»[джерело?].
Біблійна мудрість — це чеснота, яка полягає, перш за все, в дотриманні закону і заповідей, в тому, що тут називається «страх Господній»: "Будь-яка мудрість — страх Господній, і у всякій мудрості — виконання закону «(Сир. 19: 18); „Усяка мудрість — страх Господній, і в усякій мудрості — виконання закону.“» (Сир. 19: 18); «Страх Господній це мудрість, а відступ від злого — розум» (Іов 28: 28); "Початок мудрості — страх Господній; добрий розум у тих, хто виконує Його "(Пс. 110: 10); "Страх Господній навчання премудрости, а перед славою скромність "(Пр. 15: 33); «Корінь премудрості — боятися Господа, а гілки її — довголіття» (Сир. 1: 20); «Якщо бажаєш премудрости, дотримуйся заповіді, і Господь подасть її тобі» (Сир. 1: 26); «премудрість і знання є страх перед Господом, і благоугодження Йому — віра і лагідність.» (Сир. 1: 27); "Хто виконує заповідь, той не пізнає нічого лихого, серце мудрого знає час і право "(Ек. 8: 5).
Сукупна частота появи в тексті Біблії похідних від кореня «мудр-» становить 538 появ, що перевищує десь в рази частоту появи тут похідних від будь-якої іншого кореня, що передає значення пізнавальної здатності, і це ще раз свідчить про значущість мудрості в концептуальній системі релігійного дискурсу .
| Слово       | Частота появи у біблії |
| ----------- | ---------------------- |
| мудрість    | 203                    |
| премудрість | 93                     |
| мудрець     | 32                     |
| мудрий      | 176                    |
| премудрий   | 9                      |

Хоча Біблія навчає прислухатись до старших і слухати їх, проте бувають випадки коли цього не варто робити. Псалом 118:100 пише «Став я мудрішим за старших, бо дотримуюся заповітів Твоїх.» Також у книзі Іова згідно з перекладом Огієнка пише, що Бог «надійним уста відіймає й забирає від старших розумність.» (Іов 12:20).
Біблійна мудрість таємнича і містична — вона дається не кожному («Премудрість відповідає імені своєму, і небагатьом відкривається» — Сир. 6: 23), мудреці — це книжники, пророки і віщуни: "І відкрив тобі таємниці премудрости, що тобі вдвічі більше слід було б понести! " (Іов 11: 6); «Щоб пізнати ту приповість та загадкове говорення, слова мудреців та їхні загадки» (Пр. 1: 6); «Даниїл відповів перед царем та й сказав: Таємницю, про яку питається цар, не можуть об'явити цареві ані мудреці, ані заклиначі, ані чарівники, ані віщуни» (Дан. 2: 27); "Де мудрий? де письменник? Де дослідувач віку цього? " (1 Кор. 1: 20); «Ось ти мудріший від Даниїла, кожен мудрець не прилучиться до тебе» (Єз. 28: 3); «І був виданий від мене наказ привести перед мене всіх вавилонських мудреців, щоб вони об'явили мені тлумачення сна» (Дан. 4: 3); "А тепер були приведені перед мене мудреці, заклиначі, щоб прочитали оце писання, і розповіли мені його тлумачення, але вони не могли пояснити мені цього "(Дан. 5: 15); "Я посилаю до вас пророків, і мудрих, і книжників; частину їх ви повбиваєте та розіпнете, а частину їх ви будете бити в синагогах своїх, і будете гнати з міста до міста "(Мф. 23: 34); «Якщо хто бажає великої досвідченості, мудрість … передбачає знамення і чудеса і наслідки років і часів» (Прем. 8: 8).